# 太平山神社
太平山神社（おおひらさんじんじゃ）は、栃木県栃木市にある神社。旧社格は県社。

## 概要
太平山の頂上にあって、表参道の石段は約1,000段ある。西暦827年、慈覚大師（円仁）により創建されたといわれている。

## 主祭神
瓊瓊杵命・天照皇大御神・豊受姫大神を祀る。

## 文化財
市指定有形文化財
- 随身門（昭和36年12月21日指定）
  - 天井絵「龍図」（昭和36年12月21日指定）
- 本殿（平成20年12月18日指定）
- 拝殿（平成20年12月18日指定）
- 星宮神社社殿（平成20年12月18日指定）

## その他
参道の石段はあじさい坂と呼ばれる。様々な種類のあじさいが約2500株ある。

## アクセス
- 栃木駅より、関東バスで約15分國學院線「國學院」下車。
- 栃木ICから約15分